# José Luis Gómez Gómez
José Luis Gómez Gómez (Brión, 1958), és un periodista gallec.

## Trajectòria professional
Començà a treballar a La Voz de Galicia el 1982 com redactor, on va anar ascendint progressivament fins a convertir-se en el director del diari amb més tiratge de Galícia. En el transcurs d'aquests anys es va especialitzar en informació econòmica, on destacà la seva proximitat amb Caixa Galicia; per a la seva fundació publicà diversos llirbes i articles, al mateix temps que escriví una biografia autoritzada del seu director general, José Luis Méndez López.
El 1999 passà a dirigir la divisió editorial de premsa diària del Grupo Zeta, passant després a ocupar el càrrec de coordinador de relacions públiques i comunicació del grup, d'on fou rellevat el 2003. Quan sortí del Grupo Voz va participar en la creació del Xornal.com, un petit mitjà electrònic gallec, que passà a dirigir quan deixà el Grupo Zeta.
Entre 2005 i 2008 fou també director de la revista Capital.A finals del 2008, Xornal.com donà origen al Xornal de Galicia, un diari en paper on Gómez participà com a accionista i director fins al març de 2011, moment en què fou destituït deu dies després de la publicació d'una fotografia de Mariano Rajoy, aleshores líder del Partit Popular, a bord d'un vaixell vinculat amb el narcotràfic.
En el transcurs de la seva carrera també fou col·laborador de diversos mitjans de comunicació, com ara El Correo Gallego, Deia, Diario de León, Diario 16, El País, Telecinco o diversos programes de ràdio.

## Obra
- Manual Básico de Economía en Galego (coordinador).
- Galicia ante la CEE (1983).
- Economía de las Comunidades Autónomas. Galicia (coautor, 1985).
- Galicia, Raíz y Horizonte (coautor, 1987).
- Las 500 primeras empresas de Galicia (coautor, 1992).
- Estrategias para Galicia (coautor, 1994).
- José Luis Méndez. La fuerza del líder (1994).
- A vueltas con España (2005).
- Estrategias para España (coautor, 2007).
- Como salir de esta (2013, Actualia Editorial).